# Еміль Нестор Сетяля
Е́міль Не́стор Се́тяля (фін. Eemil Nestor Setälä; 27 лютого 1864, Кокемякі — 8 лютого 1935, Гельсінкі) — фінський державний діяч, філолог, дипломат, професор. Дослідник вепської мови.

## Біографія
Народився в місті Кокемякі, Велике князівство Фінляндське, Російська імперія. Доктор філології, професор історії фінської фонетики.

### Наукова діяльність
З 1888 по 1890 — перебував в науковій експедиції із дослідження мов та етнографії лівів, вожан, вепсів.
Один із засновників фіно-угорського та порівняльно-історичного мовознавства. Автор оригінальної теорії чергування ступенів приголосних; розробив транскрипцію для фіно-угорських мов. Займався фольклором, історією, етнографією фіно-угорських народів.
1901 — видавав разом із К. Круном журнал «Finnisch-ugrische Forschungen».
1893—1929 — професор фінської мови і літератури Гельсінського університету.
З 1913 по 1914 — Президент Академії Наук Фінляндії.

### Політична діяльність
7 листопада 1917 — 15 листопада 1917 — Голова Фінського сенату, фактично глава незалежної Фінляндія.
З 1920 по 1921 — Голова фінської партії «Національна коаліція».
1925 — міністр освіти Фінляндії.
1926 — міністр закордонних справ Фінляндії.
1927—1930 — на дипломатичній роботі в Угорщині та Данії.
1930—1935 — канцлер Університету Турку, керівник ряду наукових товариств Фінляндії.
8 лютого 1935 — помер у Гельсінкі (Фінляндія).

### Наукові праці
- «Zur Geschichte der Tempus und Modusstammbildung in den finnisch-ugrischen Sprachen» (1887);
- «Yhteissuomalaisten klusiilien historia» (1890);
- «Zur finnisch-ugrischen Lautlehre» (1903);
- «Kullervo-Hamlet» (1904—1905);
- декілька посібників з фінської мови.